# Jurij Kobila
Jurij Kobila je povest Josipa Jurčiča, ki jo je napisal leta 1865. 

## Zgodba
Povest se dogaja v času reformacije. Opisuje življenje dveh bolj ali manj normalnih družin, ki sta prepleteni v ljubezni in hkrati sovraštvu. Družini se soočata z novo vero, protestantizmom, ki ga imenujejo »kriva vera«. Knjiga pripoveduje o takratnih odnosih posameznika in skupin do protestantizma in njegovih pripadnikov. Govori o dveh sinovih različnih družin, ki sta zašla med luterance. Na eni strani je Jurij Kobila in na drugi njegov prijatelj Boštjan, ki je bil zaljubljen v Jurijevo sestro, ki pa ni zašla med luterance. Boštjan se zaradi Marije, odpove novi veri in se spet spreobrne. Tačas je Boštjanov oče zaprl Jurija v stolp. Ko je to izvedel Boštjan ga hotel spustiti na prostost pod pogojem, da se tudi on spreobrne. Najprej je privolil in Boštjan ga je izpustil, a še tisto noč si je premislil in spet začel oznanjati novo vero. Ko je prišel v cerkev in začel pridigati so ga poslušalci umorili.
Ta povest je tipična za čas začetka protestantizma. Jurij Kobila je protestantski pridigar, ki ga odstranijo in ubijejo verski nasprotniki. Sicer se ljubezenska zgodba v povesti srečno konča, saj si Boštjan in Marija obljubita zvestobo.